# Campeonato Mundial de Ciclocrós de 2004
El LV Campeonato Mundial de Ciclocrós se celebró en Pontchâteau (Francia) el 1 de febrero de 2004 bajo la organización de la Unión Ciclista Internacional (UCI) y la Federación Francesa de Ciclismo.

## Medallistas
| Evento    | Oro                        | Plata                     | Bronce                        |
| --------- | -------------------------- | ------------------------- | ----------------------------- |
| Masculino | Bart Wellens · Bélgica     | Mario De Clercq · Bélgica | Sven Vanthourenhout · Bélgica |
| Femenino  | Laurence Leboucher Francia | Maryline Salvetat Francia | Hanka Kupfernagel · Alemania  |

### Masculino
| Puesto            | Ciclista            | País            | Tiempo  |
| ----------------- | ------------------- | --------------- | ------- |
| Medalla de oro    | Bart Wellens        | Bélgica         | 1:02:19 |
| Medalla de plata  | Mario De Clercq     | Bélgica         | 1:02:19 |
| Medalla de bronce | Sven Vanthourenhout | Bélgica         | 1:02:26 |
| 4                 | Daniele Pontoni     | Italia          | 1:02:26 |
| 5                 | Ben Berden          | Bélgica         | 1:02:43 |
| 6                 | Erwin Vervecken     | Bélgica         | 1:02:48 |
| 7                 | Francis Mourey      | Francia         | 1:02:57 |
| 8                 | Petr Dlask          | República Checa | 1:02:59 |

### Femenino
| Puesto            | Ciclista           | País           | Tiempo |
| ----------------- | ------------------ | -------------- | ------ |
| Medalla de oro    | Laurence Leboucher | Francia        | 43:06  |
| Medalla de plata  | Maryline Salvetat  | Francia        | 43:43  |
| Medalla de bronce | Hanka Kupfernagel  | Alemania       | 43:57  |
| 4                 | Ann Knapp          | Estados Unidos | 44:54  |
| 5                 | Alison Dunlap      | Estados Unidos | 45:00  |
| 6                 | Louise Robinson    | Reino Unido    | 45:08  |
| 7                 | Marianne Vos       | Países Bajos   | 45:46  |
| 8                 | Corinne Sempé      | Francia        | 45:49  |